# Lina Pagliughi
Lina Pagliughi (Nova York, 27 de maig de 1907 – Gatteo, 2 d'octubre de 1980) fou una soprano italiana nascuda als Estats Units d'Amèrica.

## Biografia[2]
Lina fou filla de pares d'origen italià: la mare era d'Albareto, un petit municipi de la província de Parma, i el pare va néixer a Montevideo, Uruguai, però amb ascendents italians, de Gènova.
A l'edat de dos anys la família se'n va anar a viure a San Francisco, on Lina va participar, a partir dels vuit anys i acompanyada al piano per la seva germana menor Flora, en funcions de cant organitzats de la comunitat italiana. El periòdic Italia la descriu com un nena prodigi per la seva gran capacitat memorística, que li permetia repetir una cançó perfectament després d'haver-la escoltat només un cop. La decisió de iniciar-la en l'estudi del cant va ser iniciativa del tenor italià Beniamino Gigli i, en particular, de la soprano italiana Luisa Tetrazzini, la qual va reconèixer les grans dots de Lina i va predir que seria la seva hereva. Linea Pagliughi es va diplomar al Conservatori de San Francisco i el 1926 es va completar la seva formació a Milà amb Gaetano Bavagnoli.
Aviat va començar a actuar en concerts i durant un d'aquests, al Teatro Dal Verme de Milà, va conèixer el tenor Primo Montanari, qui esdevindria el seu company de tota la vida i amb qui es casaria el 1929. El 1927 debuta al Teatro Nacional de Milà en el rol de Gilda en Rigoletto de Verdi. L'èxit és tal que immediatament va ser cridada pel segell La voce del padrone (filial italiana del segell britànic His Master's Voice, HMV) per a realitzar un enregistrament discogràfic de l'obra. Començava així un brillant carrera de soprano lírica-lleugera de coloratura, que la va portar als teatres més importants del món, entre ells el Metropolitan Opera de Nova York, el Teatro Colón de Buenos Aires, el Royal Opera House Covent Garden de Londres i el Gran Teatre del Liceu de Barcelona, on va interpretar Rigoletto el desembre de 1929. El 1932 va participar en una gira per Austràlia.
A causa de la seva por a volar, que la obliga a fer llargs desplaçaments en vaixell, va acabar per actuar preferentment a Itàlia, apareixent en els més importants teatres de ciutats italianes, com ara Nàpols, Florència, Roma, Venècia i Parma, sent aclamada com l'hereva de Toti Dal Monte per les seves agilitats i la puresa del so, però diferenciant-se sensiblement d'ella per més un so de més volum i una major expressivitat. El seu repertori va incloure papers com ara Gilda de Rigoletto, el paper principal de Lucia di Lammermoor de Donizetti, Mimì en La Bohème de Puccini, Violetta en La traviata de Verdi, Amina en la La sonnambula de Bellini i Rosina en el El barber de Sevilla de Rossini.
El 1934 va començar una col·laboració amb l'Ente Italiano per le Audizioni Radiofoniche (EIAR) de Torí, interpretant Costanza en la primera emissió radiofònica de Die Entführung aus dem Seraill de Mozart, seguida en el 1937 del paper del jove compositor en la primera d'Ariadne auf Naxos de Richard Strauss. Durant els anys de la Segona Guerra Mundial va actuar per a l'exèrcit i va fer d'intèrpret d'anglès. Després de la guerra va reprendre la seva activitat operística, fins a la seva retirada dels escenaris el 1947.
Va col·laborar després amb la RAI en transmissions radiofòniques, freqüentment enregistrades pel segell Cetra. Entre altres, va participar en les primeres emissions radiofòniques, en format de concert, de Un giorno di regno de Verdi, el 1951, i d'Elisabetta, regina d'Inghilterra de Rossini, l'any 1953. El 1954 va canar el paper de Mirta en l'estrena pòstuma de Il bacio de Riccardo Zandonai, al Teatro dell'Arte de Milà. A més a més, va participar en diverses edicions dels Concerti Martini e Rossi de Torí, dels quals es conserven alguns enregistraments.
Va abandonar l'activitat artística el 1956 i es va dedicar a l'ensenyament, juntament amb el seu marit. El 1966 es van traslladar a viure a Gatteo. Va enviudar el 1972 i va continuar ensenyant fins al 1980, quan va morir després d'una breu malaltia.

## Curiositat
El 1938 va prestar la seva veu a les escenes de cant del personatge de La Blancaneu en el doblatge italià original de la cèlebre pel·lícula d'animació de la productora Walt Disney.

## Discografia
- Rigoletto, amb Luigi Piazza, Tino Folgar, Salvatore Baccaloni, dir. Carlo Sabajno - HMV 1927
- Rigoletto, amb Carlo Tagliabue, Beniamino Gigli, Corrado Zambelli, dir. Vittorio Gui - Londres 1938, en directe, ed. MDP/Ember
- Lucia di Lammermoor, amb Giovanni Malipiero, Giuseppe Manacchini, Luciano Neroni, dir. Ugo Tansini - Cetra 1939
- Rigoletto (part àudio de la pel·lícula de 1946), amb Tito Gobbi, Mario Filippeschi, Giulio Neri, dir. Tullio Serafin - ed. Bongiovanni/Opera Lovers
- La figlia del reggimento, amb Cesare Valletti, Sesto Bruscantini, Rina Corsi, dir. Mario Rossi - Cetra 1950
- Falstaff, amb Giuseppe Taddei, Rosanna Carteri, Saturno Meletti, Amalia Pini, Emilio Renzi, dir. Mario Rossi - Cetra 1950
- Parsifal (en italià), amb Maria Callas, Boris Christoff, Rolando Panerai, Giuseppe Modesti - Dir. Vittorio Gui - en directe, RAI Roma 1950 ed. Melodram/Arkadia
- Un giorno di regno, amb Renato Capecchi, Joan Oncina, Laura Cozzi, Sesto Bruscantini, dir. Alfredo Simonetto - Cetra 1951
- La traviata, amb Giacinto Prandelli, Paolo Silveri, dir. Mario Rossi - en directe Milà-RAI 1951 ed. Lyric Distribution
- La sonnambula, amb Ferruccio Tagliavini, Cesare Siepi, dir. Franco Capuana - Cetra 1952
- I puritani, amb Mario Filippeschi, Rolando Panerai, Sesto Bruscantini, dir. Fernando Previtali - Cetra 1952
- Elisabetta, Regina d'Inghilterra, amb Maria Vitale, Giuseppe Campora, dir. Alfredo Simonetto - en directe RAI-Milà 1953 ed. Arkadia
- Rigoletto, amb Giuseppe Taddei, Ferruccio Tagliavini, Giulio Neri, dir. Angelo Questa - Cetra 1954
- Il bacio amb Angelo Lo Forese, Rosetta Noli, Rosetta Papagni, dir. Francesco Molinari Pradelli - en directe, Milà 1954 ed. EJS/Lyric Distribution